# Acei oameni minunați cu aparatul de filmat
Acei oameni minunați cu aparatul de filmat (în cehă Báječní muži s klikou) este un film de comedie cehoslovac din 1979, regizat de Jiří Menzel. Acest film a fost propunerea Cehoslovaciei pentru Premiul Oscar pentru cel mai bun film străin la cea de-a 52-a ediție a Premiilor Academiei Americane de Film, dar nu a fost nominalizat.
Filmul prezintă începuturile cinematografiei cehoslovace și, schimbând nume și parțial biografii, aduce un omagiu eforturilor depuse la Praga la sfârșitul secolului al XIX-lea de magicianul Viktor Ponrepo⁠(d) (fondatorul primului cinematograf permanent din Praga), fotograful Jan Kříženecký⁠(d) (regizorul primelor scurtmetraje cehe) și artistul de cabaret Josef Šváb-Malostranski (primul actor de cinema ceh) pentru realizarea primului lungmetraj ceh: Dostaveníčko ve mlýnici⁠(cs)[traduceți] (1898).

## Rezumat
Vilém Pasparte, un magician ambulant văduv și un admirator al „fotografiei animate”, călătorește la sfârșitul secolului al XIX-lea prin satele și orașele Boemiei, proiectând scurtmetraje mute și realizând scurte spectacole de magie. El decide să-și încheie călătoria la Praga și, cu banii câștigați, să deschidă acolo un cinematograf permanent, iar apoi încearcă să-l convingă pe tânărul fotograf Jakub Kolenatý să-l ajute să realizeze un prim film în calitate de cameraman și regizor. Colaborarea celor doi pare dificilă, deoarece Kolenatý privește cu dispreț filmele de ficțiune și vrea ca filmele să arate viața reală și nu povești melodramatice.
Kolenatý pune condiția ca Pasparte să o convingă pe cunoscuta artistă Emílie Kolářová-Mladá să joace în film. Temerarul întreprinzător reușește printr-o înșelătorie să o convingă pe actriță să apară în film, dar atunci când planurile lui sunt dezvăluite totul se prăbușește. Cu toate acestea, Pasparte nu se descurajează.

## Distribuție
- Rudolf Hrušínský — dl Vilém Pasparte, magician ambulant[6]
- Vlasta Fabianová — Emilie Kolářová-Mladá, artistă de teatru[6]
- Blažena Holišová⁠(d) — Evženie Slavíková[6]
- Vladimír Menšík — Jára Šlapeto, artist de cabaret[6]
- Jiří Menzel — Jakub Kolenatý, inginer[6]
- Hana Burešová — Aloisie[6]
- Jaromíra Mílová — Pepička[6]
- Josef Kemr — Benjamín Furore[6]
- Oldřich Vlček — Berousek[6]
- Josef Somr⁠(d) — funcționarul public
- Vladimír Huber — Hynek
- Marie Rosůlková — doamna
- Jiřina Steimarová⁠(d)
- Ludvík Hradílek
- Miloslav Štibich
- Antonín Klepáč
- Miroslav Horáček
- Miroslav Buberle — adolescentul (nemenționat)

## Producție
Filmul a fost produs de studioul cinematografic Barrandov din Praga și a fost regizat de Jiří Menzel. Scenariul filmului a fost scris de Oldřich Vlček în colaborare cu Menzel și a fost inspirat de o poveste a lui Vlček. Directorul de imagine al filmului a fost Jaromír Šofr. Muzica a fost compusă de compozitorul ceh Jiří Šust. Durata filmului este de 90 de minute.
În film sunt incluse fragmente ale unor scurtmetraje din epoca de început a cinematografiei precum Tragedie în Bois de Boulogne, Doamne americane pe Ring și Atac în Montmartre.

## Lansare
Filmul a fost distribuit apoi și în alte țări precum Republica Democrată Germană (21 decembrie 1979), Statele Unite ale Americii (premieră în 26 decembrie 1980 la cinematograful Thalia de pe West 95th Street din New York), Republica Federală Germania (premieră TV la ZDF în 30 septembrie 1984) ș.a.

## Aprecieri critice
Filmele lui Jiří Menzel se caracterizează, potrivit criticilor, printr-o viziune sceptică asupra evoluției istorice a societății umane. Regizorul nu privește lumea cu pesimism și nu imprimă filmelor sale o imagine întunecată, ci își manifestă o oarecare suspiciune că proiectele se vor desfășura în modul dorit. Această deosebire între idei și realitate creează filmelor un aspect comic „atât de fragil încât pare aproape nepoliticos să râzi în prezența lor”.
Acei oameni minunați cu aparatul de filmat, care prezintă dificultățile întâmpinate de pionierii cinematografiei cehoslovace, a fost descris de criticul Vincent Canby de la The New York Times drept „un film trist”, în ciuda umorului existent pe tot parcursul său, ca urmare a faptului că personajele sale par destinate să obțină mereu altceva decât ceea ce și-au propus. Canby consideră că filmul lui Menzel este „o comedie fragilă” cu „un ritm atât de lejer încât pare nemișcat în cea mai mare parte a timpului”. Filmul transmite publicului o stare de nostalgie prin aspectul său strălucitor și prin interpretările fermecătoare, transformându-se, potrivit lui Canby, într-un obiect de anticariat care atrage privirea.
Enciclopedia cinematografică germană Lexikon des internationalen Films descrie astfel acest film: „La începutul secolului al XX-lea, un proiecționist și un cameraman se inspiră unul pe altul în visele lor cinematografice și au succes în cele din urmă, pe măsură ce se adaptează cerințelor și șabloanelor marii burghezii urbane. O retrospectivă comică, pusă în scenă într-un mod jucăuș lejer, a începuturilor cinematografiei; în plus, o reflecție ascuțită și melancolică asupra compromisurilor necesare.”.